# Ștefan Golescu
Ștefan Golescu (ou Golesco, en français), né à Câmpulung (Principauté de Valachie) en 1809 et mort à Nancy (Lorraine) le 8 septembre 1874, est un homme d'État roumain, Premier ministre de Roumanie du 26 novembre 1867 au 12 mai 1868. Il est membre du Parti national libéral d'Ion Brătianu.

## Biographie
En 1849, à Paris, avec Nicolae Bălcescu et Ion Brătianu, il fait partie du comité de rédaction du périodique La Tribune des Peuples, édité par le Polonais Adam Mickiewicz. 
Il est le frère de Nicolae Golescu, également homme politique. 